# Station Kacang
Kacang is een gesloten  spoorwegstation in de Indonesische provincie West-Sumatra.

## Bestemmingen
- Sibinuang: naar Station Padangpanjang en Station Sawahlunto